# 虚构商品
虚构商品（英語：fictitious commodities）或虚假商品（false commodities）的概念源于卡尔·波兰尼1944年出版的一书，指的是任何被视为市场商品，但并不是为市场而创造的事物，特别是土地、劳动和貨幣。

## 商品化批判
波兰尼认为，古典和新古典经济学让社会服从自由市場的努力，只是个乌托邦式的计划，如支持波兰尼的学者弗雷德·布洛克和玛格丽特·萨默斯所言：“当这些公共物品和社会必需品（波兰尼称之为“虚构商品”）被当作用于在市场上销售的商品而生产，而不是被当作受保护的权利时，我们的社会世界会受到威胁，重大危机将接踵而至。”
波兰尼的洞见遵循马克思主义的“商品化”和“商品拜物教”概念。人类学中的拜物教指的是一种认为无生命的事物中潜藏有神圣的力量的原始信仰，例如圖騰。马克思用这个概念来描述“商品拜物教”。对马克思来说，“最初一看，商品好像是一种简单而平凡的东西。对商品的分析表明，它却是一种很古怪的东西，充满形而上学的微妙和神学的怪诞。”而人与人之间、“资本家”与“受剥削劳动者”之间的社会关系，反而呈现出“物与物之间关系的奇妙形式”。
大卫·博利尔写道，根据波兰尼的说法，“在市场作为社会秩序原则兴起之前，政治、宗教和社会规范是治理的主导力量。土地、劳动和货币本身并不主要被视作可以买卖的商品。他们嵌含于社会关系之中，受制于道德考量、宗教信仰和社区管理。”如波兰尼所指出的，这些实际上是“虚构商品”，因为它们不是真正独立的“产品”。土地和人类除了被视为市场商品外，还有自己独立的动态。将其当成“纯粹的商品”时会产生“危险的压力”——比如过多的碳排放到大气中或者人们因为“多余”而失業时。